# Miltochrista sumatrana
Miltochrista sumatrana är en fjärilsart som beskrevs av Max Wilhelm Karl Draudt 1914. Miltochrista sumatrana ingår i släktet Miltochrista och familjen björnspinnare. Inga underarter finns listade i Catalogue of Life.